# Рылово (Калязинский район)
Рылово — деревня в Калязинском районе Тверской области, входит в состав Семендяевского сельского поселения. 

## Географическое положение
Деревня расположена на берегу реки Жабня в 3 км на юго-запад от центра поселения села Семендяево и в 20 км на северо-восток от райцентра города Калязина.

## История
Село Рылово упоминается в Кашинской Писцовой книге 1628-1629 годов за боярином Семёном Васильвичем Колтовским, в селе показан деревянный храм во имя Успения Пречистой Богородицы В клировой ведомости 1796 года в селе значится каменная Успенская Церковь с 4 приделами, построенная в 1780 году.
Во второй половине XIX — начале XX века село входило в состав Семендяевской волости Калязинского уезда Тверской губернии. 
С 1929 года деревня являлась центром Рыловского сельсовета Калязинского района Кимрского округа Московской области, с 1935 года — в составе Калининской области, с 1994 года — в составе Семендяевского сельского округа, с 2005 года — в составе Семендяевского сельского поселения.

## Население
| 1859 | 1888 | 2002 | 2010 |
| ---- | ---- | ---- | ---- |
| 117  | ↘89  | ↘55  | ↘47  |

## Достопримечательности
В деревне сохранились руинированные остатки церкви Успения Пресвятой Богородицы (1780).